# Ікавиця

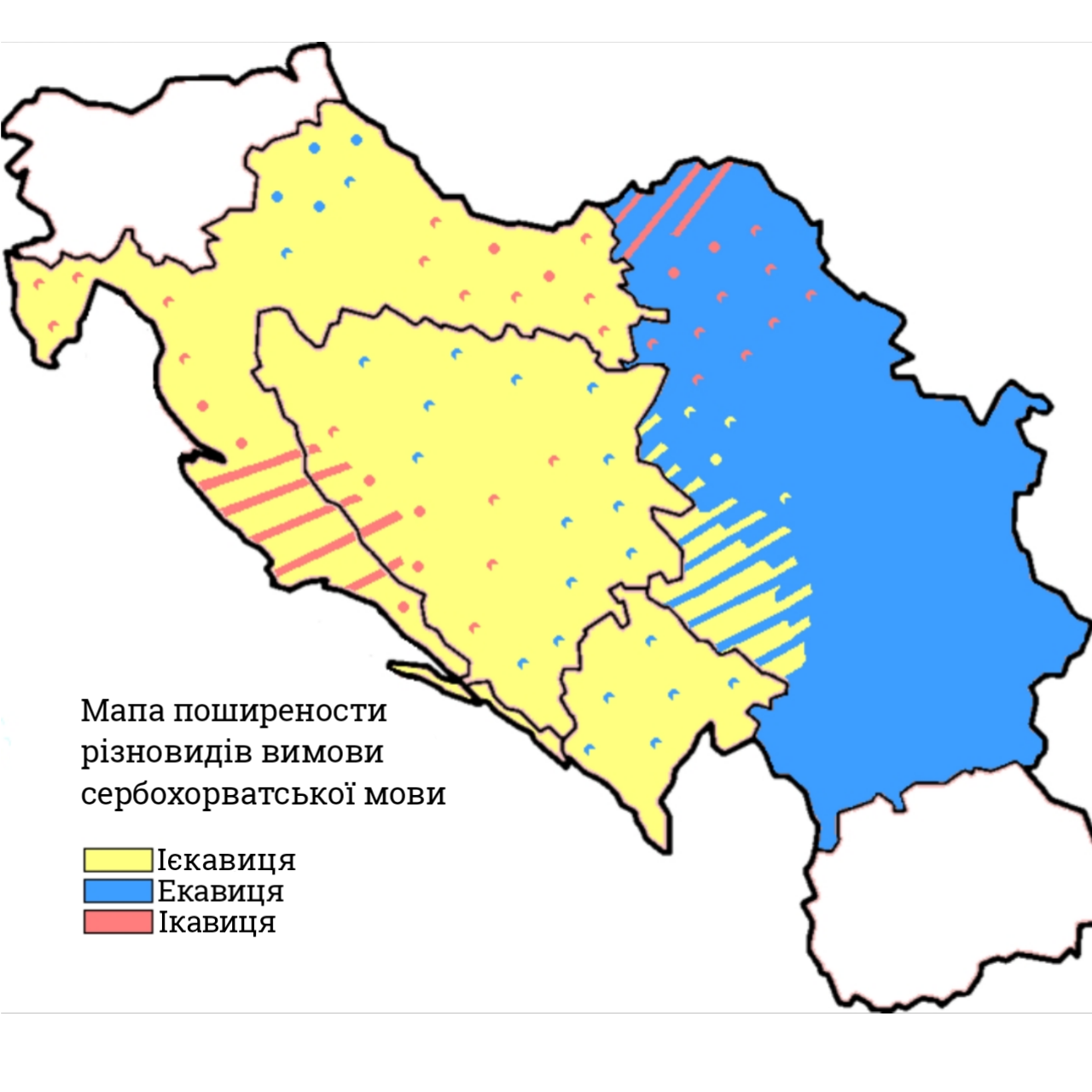
Карта сербохорватських діалетів. Територію поширення ікавиці позначено червоним.

І́кавиця, або і́кавська вимова (хорв. ikavski govor; серб. икавски изговор, икавица / ikavski izgovor, ikavica) — один із двох стандартних типів вимови сербохорватської мови. Притаманний головно діалектам, поширеним в центральній Далмації, які зараховують до хорватської мови (у мовному розумінні це південночакавський та південнозахідний істрійський діалекти чакавського наріччя), а також на півночі Воєводини, який зараховують до сербської мови (у мовному розумінні це діалекти північної частини штокавського ареалу). На відміну від екавиці та ієкавиці, ця вимова вважається діалектною і не має офіційного статусу в жодній мовній нормі сербохорватської. Визначальною рисою є вимова i на місці праслов'янського *ě, що притаманно також українській мові.

## Приклад
| Українська                | Екавиця  | Ієкавиця | Ікавиця  |
| ------------------------- | -------- | -------- | -------- |
| вітер                     | vetar    | vjetar   | vitar    |
| молоко                    | mleko    | mlijeko  | mliko    |
| хотіти                    | hteti    | htjeti   | htiti    |
| стріла                    | strela   | strijela | strila   |
| Але:                      |          |          |          |
| стрілка (невелика стріла) | strelica | strelica | strilica |